# Triklinski kristalni sistem
Triklinski kristalni sistem ali triklinska singonija je eden od sedmih kristalnih sistemov. 
Kristalni sistem je opisan s tremi krajevnimi vektorji. V triklinskem kristalnem sistemu so vektorji različno dolgi, koti med njimi pa niso pravi koti. Triklinska krstalna mreža je najmanj simetrična od 14 Bravaisovih mrež, saj ima od vseh elementov simetrije samo središče simetrije in je edina, ki nima zrcalnih ravnin.

## Kristalna razreda
Triklinski kristalni sistem ima dva kristalna razreda.
Imena, primeri, Schönfliesova notacija, Hermann–Mauguinova notacija, točkovne skupine, številke kristalografskih prostorskih skupin v Mednarodnih tabelah za kristalografijo, orbifold, tip in prostorski skupini triklinskega kristalnega sistema so prikazani v naslednji preglednici:
| Kristalni razred | Primer      | Schönfliesova notacija | Hermann–Mauguinova notacija | Točkovne skupine | # | Orbifold | Tip                   | Prostorske skupine | Prostorske skupine | Prostorske skupine | Prostorske skupine | Prostorske skupine | Prostorske skupine | Prostorske skupine | Prostorske skupine |
| Pedialni         | Tantit      | C1                     | 1                           | 1                | 1 | 11       | enantiomorfno polarni | P1                 |                    |                    |                    |                    |                    |                    |                    |
| Pinakoidalni     | Wollastonit | Ci (označen tudi z S2) | 1                           | 1                | 2 | 1x       | centrosimetrični      | P1                 |                    |                    |                    |                    |                    |                    |                    |

## Vir
- Hurlbut, Cornelius S.; Klein, Cornelis (1985). Manual of Mineralogy (20 izd.). John Wiley & Sons, New York. COBISS 12123141. ISBN 0-471-80580-7.